# Smithsonite
La smithsonite est un minéral constitué de carbonate de zinc ZnCO3, avec des traces de Fe, Co, Cu, Mn, Ca, Cd, Mg et In.

## Historique de la description et appellations

### Inventeur et étymologie
Connue depuis l’Antiquité sous le terme générique de calamine qui désignait plusieurs minéraux du zinc.	
La description moderne est due à François Sulpice Beudant en 1832. Dédié au minéralogiste britannique James Smithson (1765-1829) fondateur de la Smithsonian Institution à Washington, aux États-Unis, et qui en avait au préalable fait l’analyse chimique en montrant la différence avec l’hémimorphite (calamine).

### Topotype
Collines de Mendip dans le Somersetshire, en Angleterre.

### Synonymie
- bonamite Sterrett (1908)[4]. Smithsonite massive de couleur bleue à verte qui se taille en cabochon. Trouvée à Kelly au Nouveau-Mexique et introduit sur le marché par Goodfriend Brothers. Le terme provient de la traduction littérale en français du nom de ces commerçants[5].
- calamine
- zinc carbonaté (René Just Haüy 1822)[6]

Le terme smithsonite est lui aussi un synonyme ; Brooke et Miller avait décrit l'hémimorphite sous ce nom.

## Caractéristiques physico-chimiques

### Variétés
- cadmiosmithsonite (synonyme : cadmian smithsonite) : variété cadiumifère de la smithsonite de formule (Zn,Cd)CO3. Trouvée en Allemagne dans le Bade-Wurtemberg, en Chine dans la province de Guizhou, à Tsumeb en Namibie.
- cobaltosmithsonite (synonyme : cobaltoan smithsonite, cobaltismithsonite, cobalsmithonite) : variété cobaltifère de formule (Zn,Co)CO3. Initialement décrite à Santa Rosalía (Boléo) dans la province de Basse-Californie du Sud au Mexique, elle se rencontre en France dans la mine de cap Garonne (le Pradet) dans le Var, à Tsumeb en Namibie, et dans deux sites aux États-Unis.
- cuprosmithsonite (synonyme, cuprian smithsonite) : variété cuprifère de la smithsonite de formule (Zn,Cu)CO3. Trouvé dans de nombreuses localités dans le monde, notamment à Chessy-les-Mines en Rhône-Alpes en France.
- herrérite ou herrerite : autre variété cuprifère de la smithsonite de formule (Zn,Cu)CO3 avec 3 % de carbonate de cuivre. Décrite par Andrés Manuel del Río en 1830, à San Pedro Corrallitos, dans la Municipalité de Casas Grandes, dans l'État de Chihuahua au Mexique[7].
- monheimite : variété ferrifère avec une substitution du zinc par le fer bivalent pour un ratio Zn/Fe de 1 pour 1,59. Décrit par Kenngott en 1853. Cette variété est connue en France dans la mine d'or Lopérec, Pont-de-Buis-lès-Quimerch, Châteaulin, Finistère, et dans de nombreuses localités dans le monde.

## Cristallochimie
Elle fait partie du groupe de la calcite. Le groupe de la calcite est composé de minéraux de formule générale ACO3, où «A» peut être un ou plusieurs ions métalliques (+2) tout particulièrement le calcium, le cobalt, le fer, le magnésium, le zinc, le cadmium, le manganèse et / ou de nickel. La symétrie des membres de ce groupe est trigonale.

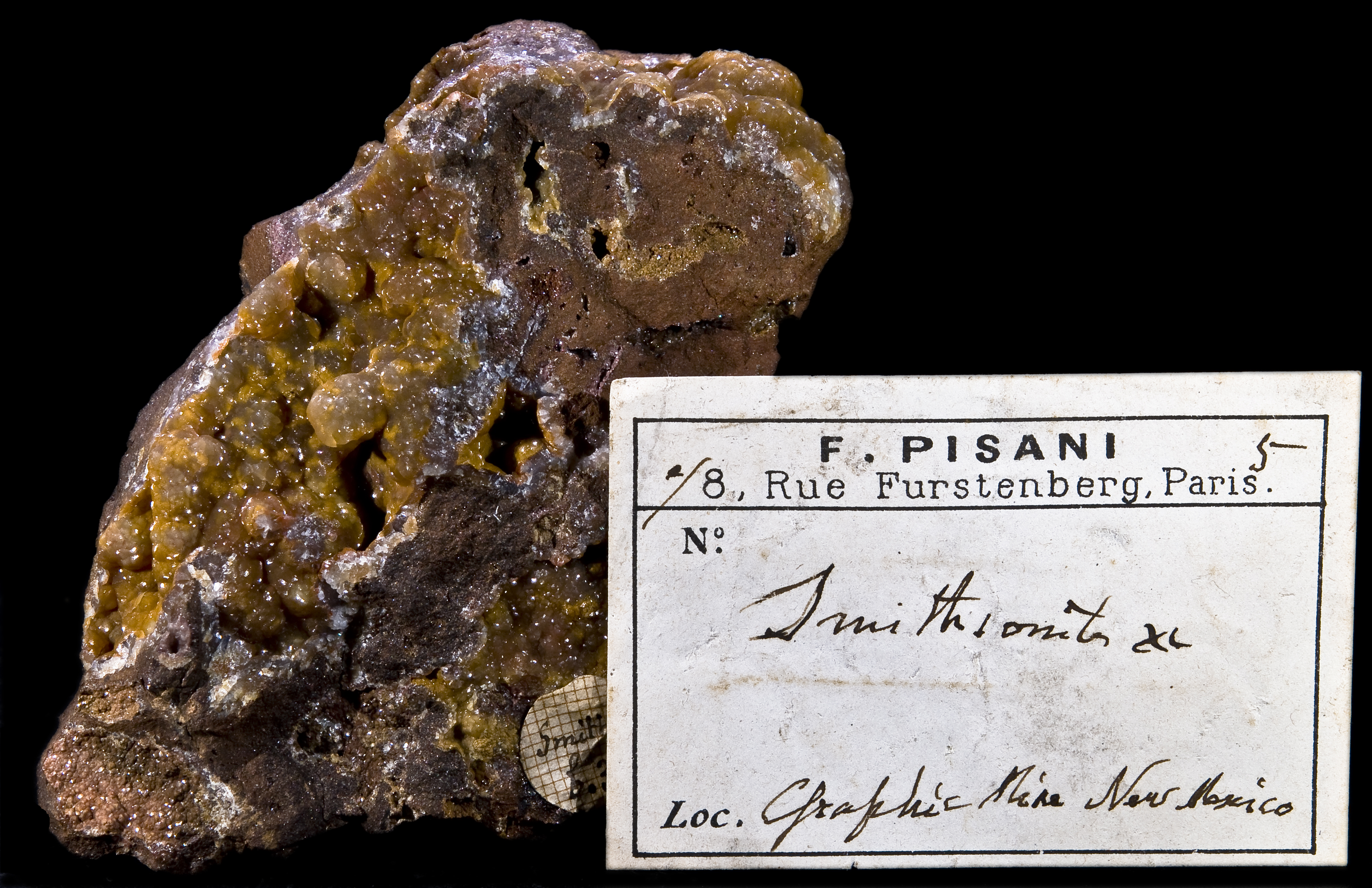
Smithsonite – Autographe de Felix Pisani, Graphic Mine, Nouveau-Mexique, USA.

- Calcite (CaCO3)
- Gaspéite ({Ni, Mg, Fe}CO3)
- Magnésite (MgCO3)
- Otavite (CdCO3)
- Rhodochrosite (MnCO3)
- Sidérite (FeCO3)
- Smithsonite (ZnCO3)
- Sphérocobaltite (CoCO3)

## Cristallographie
- Paramètres de la maille conventionnelle : a = 4,653 Å, c = 15,028 Å, Z = 6 ; V = 281,77 Å3
- Densité calculée = 4,43

## Gîtes et gisements

### Gîtologie et minéraux associés
Gîtologie
La smithsonite est un minéral secondaire qui se trouve dans la zone d'oxydation des gîtes de zinc, obtenu par altération des minéraux primaires de cet élément (notamment la sphalérite).
Minéraux associés
Anglésite, aurichalcite, azurite, cérusite, hémimorphite, hydrozincite, malachite, mimétite, pyromorphite, willemite…

## Utilité
Peut être utilisé comme minerai de zinc. Mais aussi comme pierre ornementale dans ses formes rubanées. Plus rarement comme gemme, en cabochon, du fait de sa faible dureté.

## Gisements remarquables
- Angleterre

Mendips, Somerset
- Belgique

Vieille Montagne, Plombières-Vieille Montagne, Verviers, Province de Liège.
- Canada

Poudrette, Mont Saint-Hilaire, Rouville, Québec
- États-Unis

Kelly mine, Magdalena, Nouveau-Mexique
- France

Chessy-les-Mines (Rhône-Alpes)
Mine de Cap Garonne (le Pradet) (Var)
Filon du Kleinsilberthal, Silberthal, Steinbach près de Cernay, Haut-Rhin 
- Grèce

Mines de Kamarhiza, Agios Constantinos, Laurion, Attique
- Madagascar

Ampiadiambato, mines de Manandriana, Département d'Ambositra, province de Fianarantsoa,
- Namibie

Mine de Tsumeb, région d'Otjikoto

## Galerie

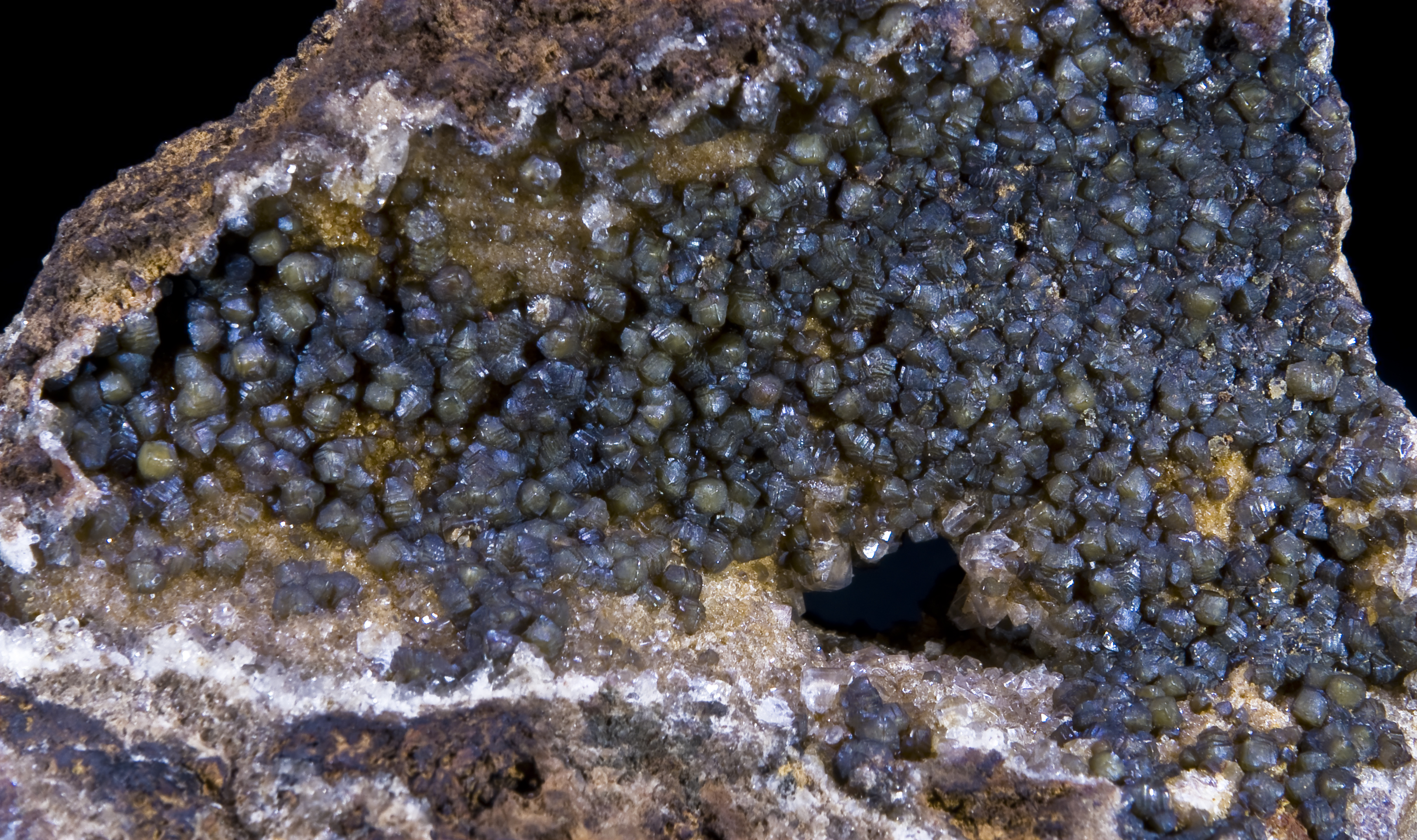
Smithsonite sur hémimorphite, Vieille Montagne, Belgique (6 cm).
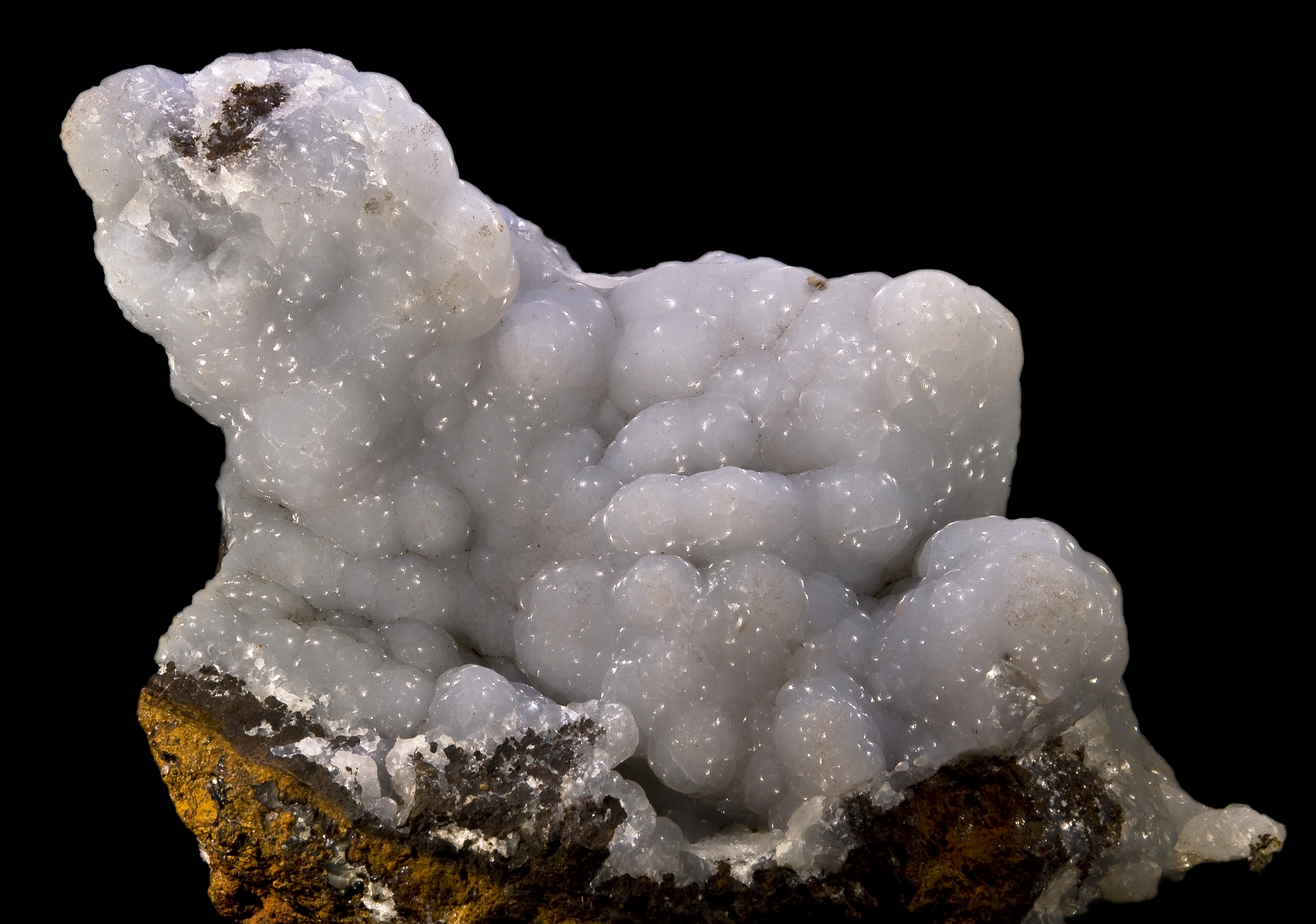
Smithsonite - Mines de Kamarhiza, Grèce - (14 x 9 cm).
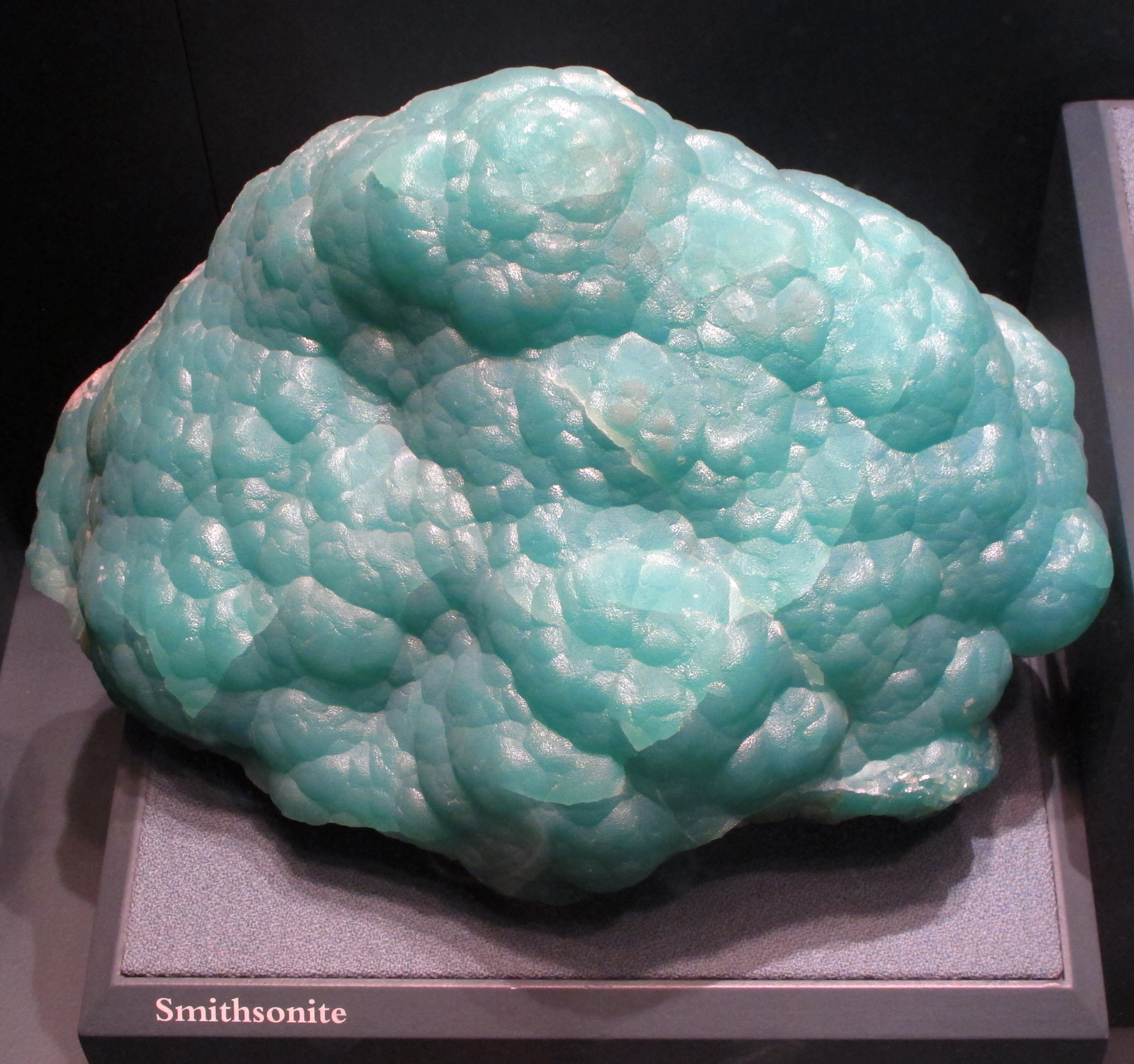
Smithsonite de Kelly mine (Magdalena, Nouveau-Mexique, États-Unis)
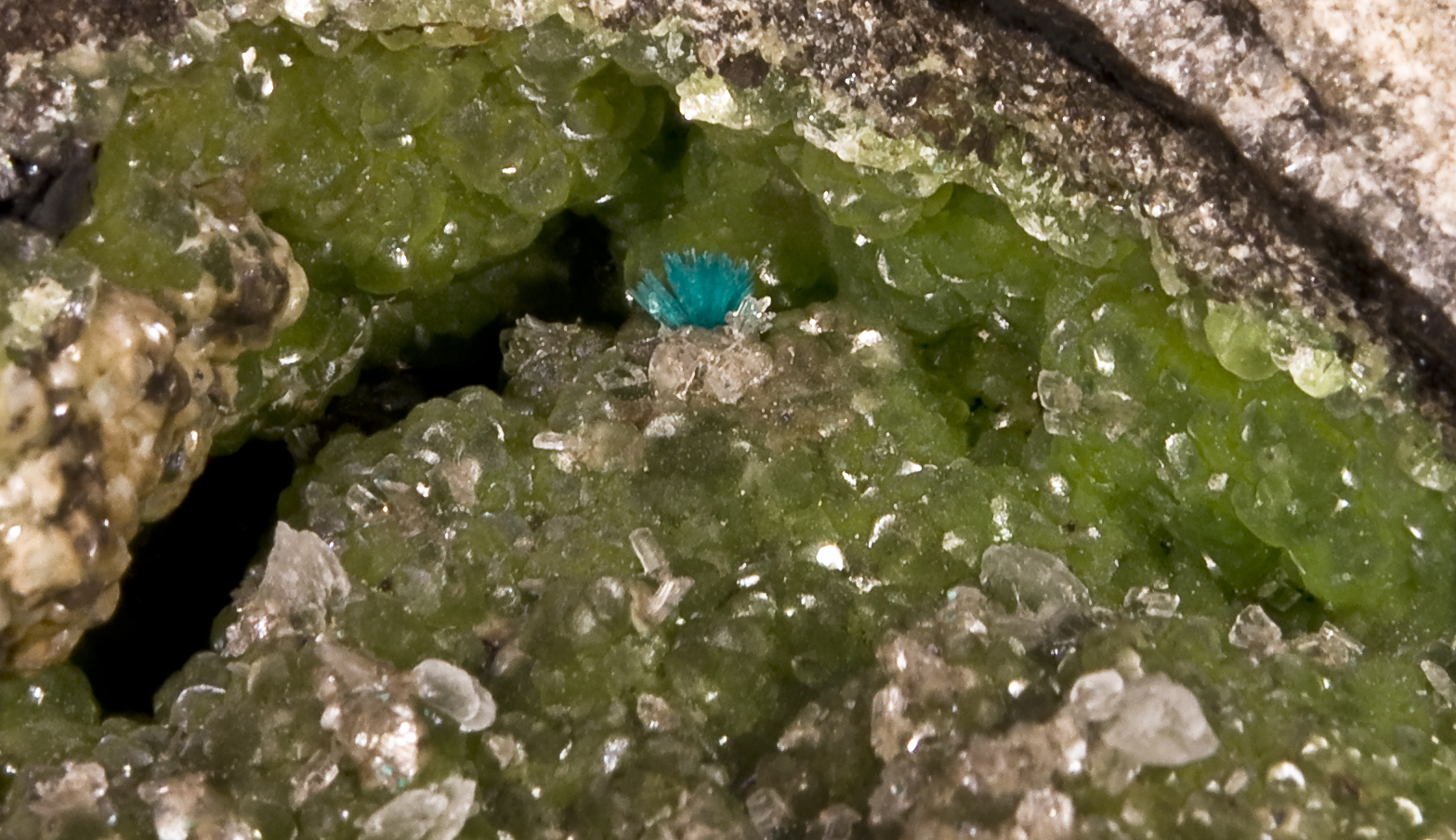
Smithsonite (vert), aurichalcite (bleu), hémimorphite (incolore) Ojuela, Mexique.

## Variétés

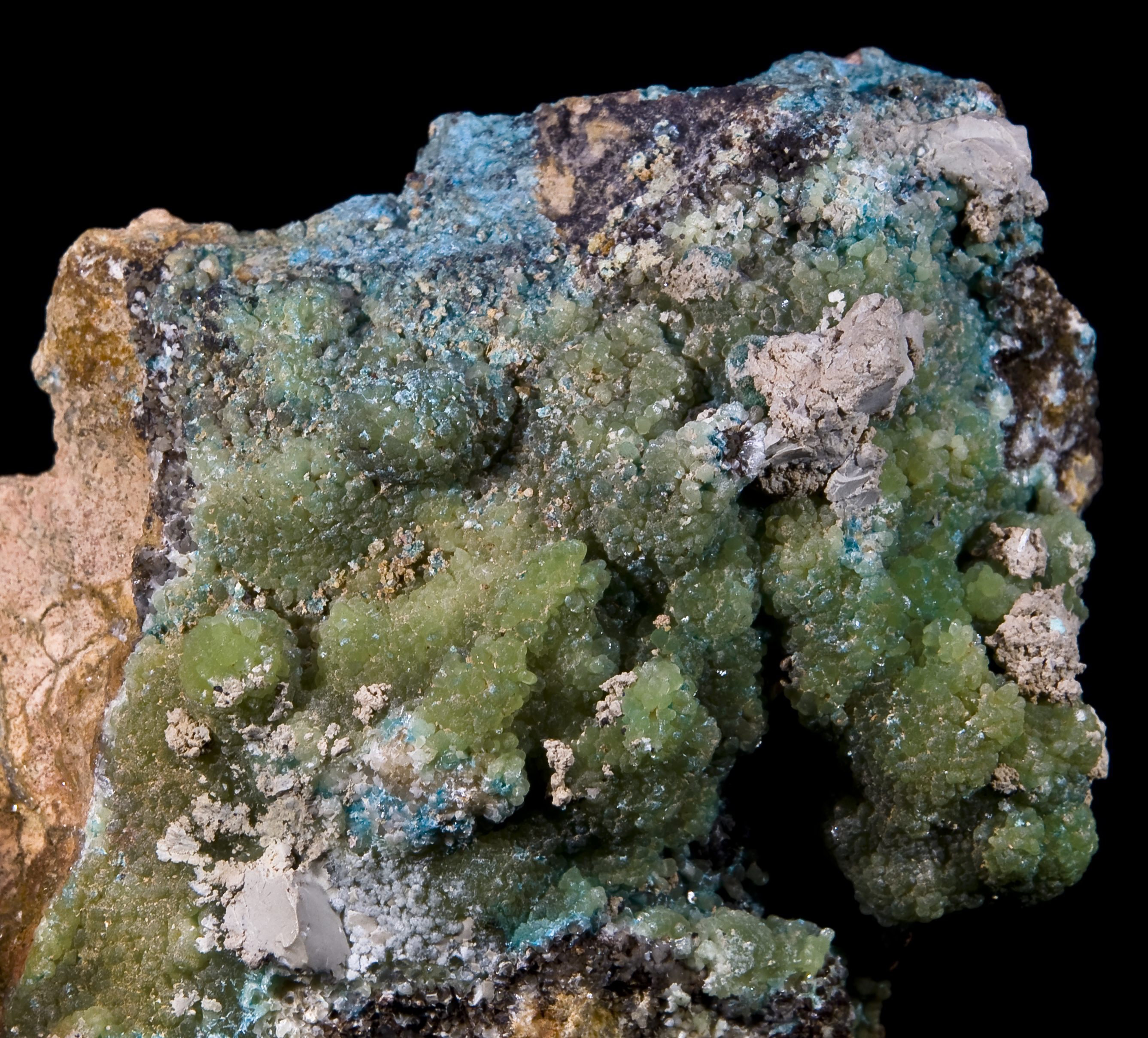
Cuprosmithsonite - Chessy-les-Mines, Rhône, France - (6 × 5 cm).
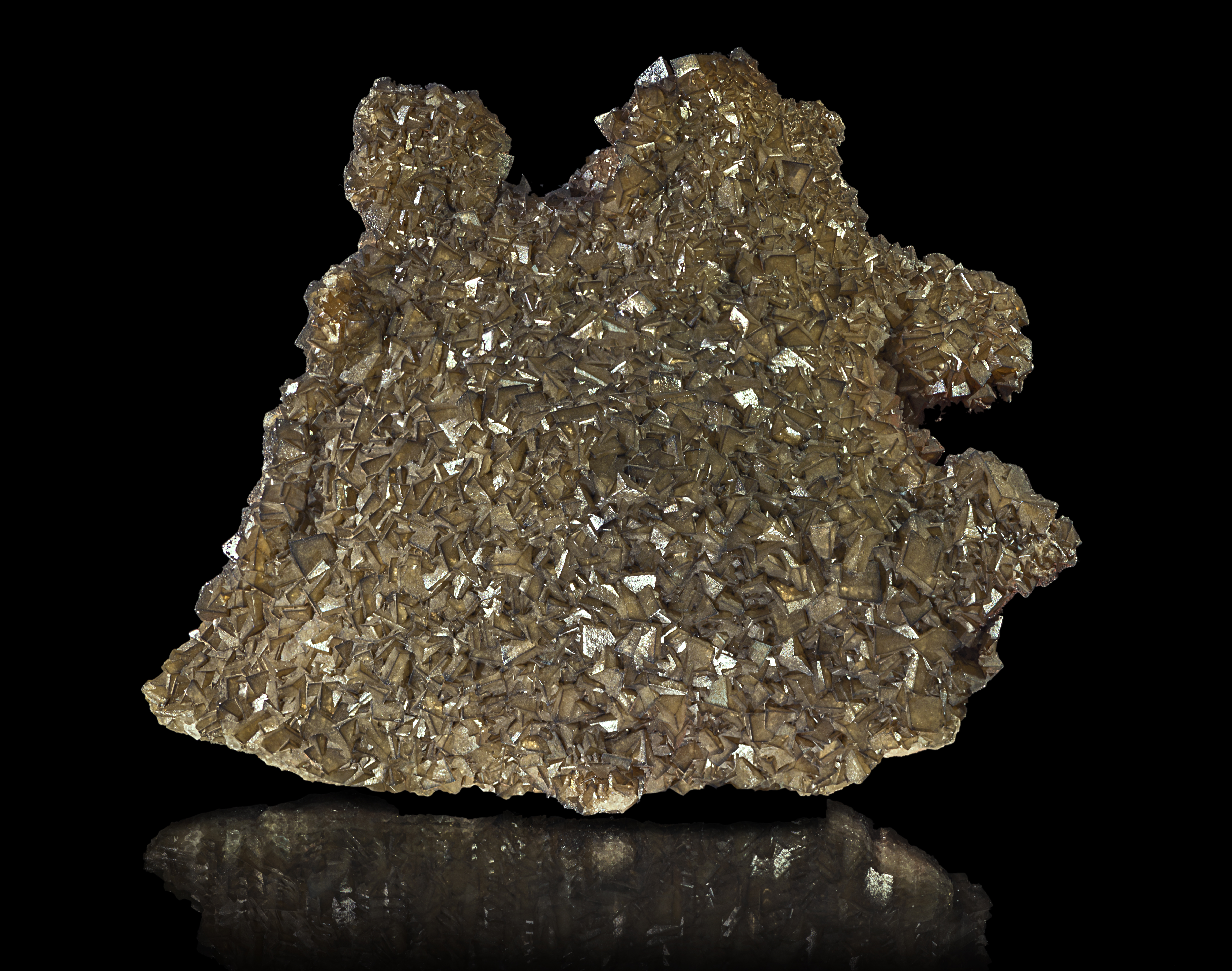
Cadmiosmithsonite Tsumeb, Namibie (20 × 16 cm).
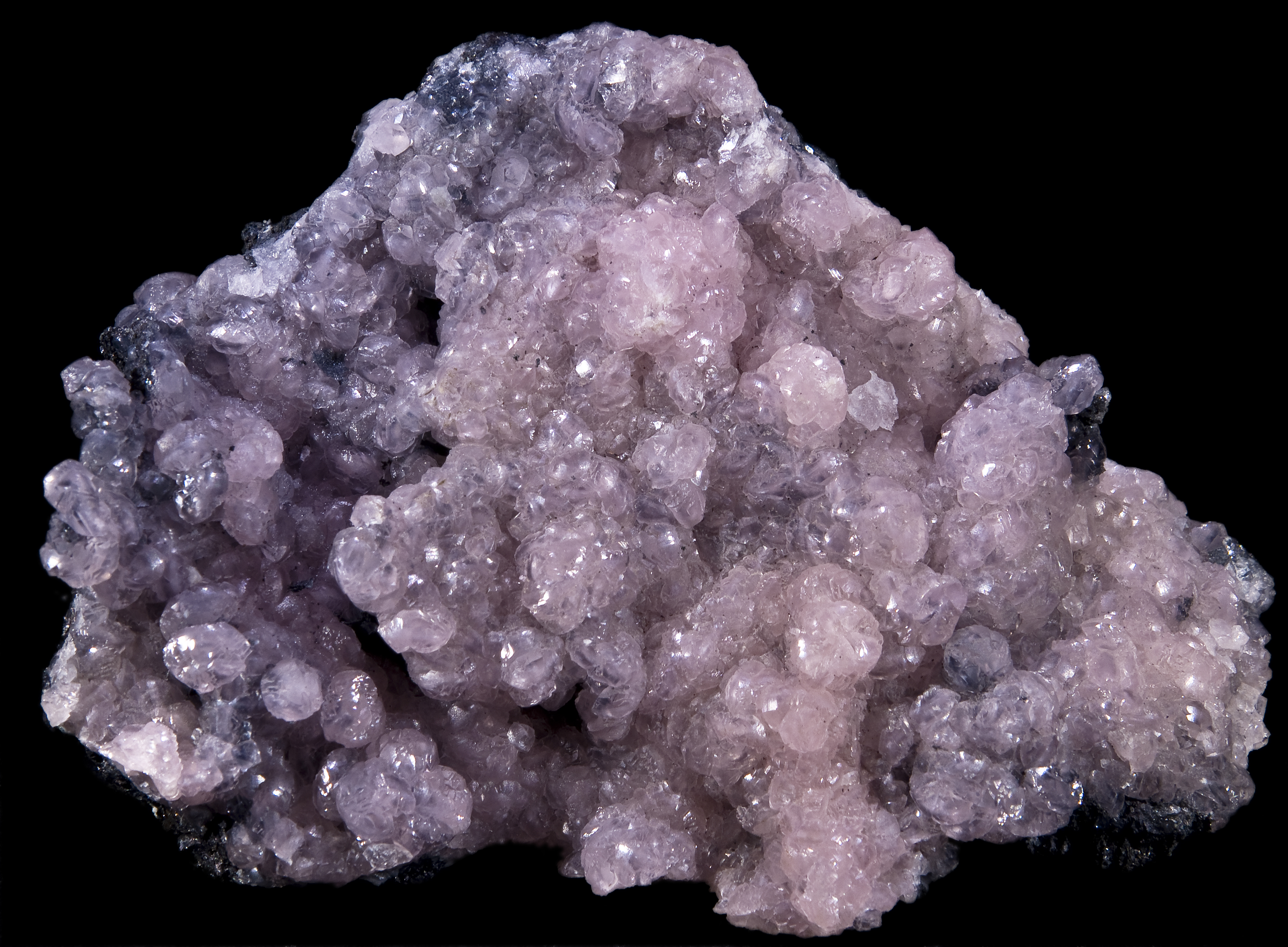
Cobaltosmithsonite Tsumeb, Namibie (9 × 5,5 cm).